# Punta Aguayo
Punta Aguayo (spanisch) ist eine Landspitze im Norden der Livingston-Insel im Archipel der Südlichen Shetlandinseln. Sie liegt südsüdöstlich des Punta La Caverna auf der Ostseite des Kap Shirreff.
Chilenische Wissenschaftler benannten sie nach dem chilenischen Tierarzt und Meeresbiologen Anelio Aguayo Lobo (* 1933) von der Universidad de Chile, der bei der 20. Chilenischen Antarktisexpedition (1965–1966) dieses Gebiet mit dem Hubschrauber erkundet hatte.